# Cem Arnold Süzer
Cem Arnold Süzer (* 22. April 1967 in Bremen) ist ein deutscher Popmusiker (Gesang, Percussion) und Sprecher.

## Werdegang
Süzer ist bzw. war Mitglied erfolgreicher A-cappella-Formationen, z. B. maybebop und wirkt als Gastmusiker an Alben von Künstlern wie Bass Sultan Hengzt oder Tele mit. Auf dem Album Ode an die Langeweile (1999), einer Hommage an Hanns Eisler, war der Countertenor erstmals auf einer CD als Solosänger zu hören.
Süzer ist neben seiner Arbeit als Musiker auch als Sprecher für Hörspiel- und Theaterproduktionen tätig (u. a. am Berliner Ensemble) und synchronisiert für die Trickfilmlounge. Auch im modernen Musiktheater hatte er beachtete Rollen als Sänger, z. B. in Die verkaufte Braut am Stadttheater Gießen oder in Saarbrücken in dem Stück PoppeaMaterial (2005) von pazzaCaglia.
Seit der Herbsttour 2008 ist Süzer Mitglied der Liveband von Ich+Ich. Er lebt seit 2002 in Berlin.

## Diskografie (Auswahl)

### Alben
- ich+ich: gute reise, live dvd, universal 2010
- ich+ich: gute reise, deluxe edition, universal 2010
- tele: life aus dem postbahnhof, vertigo be, universal 2007
- tele: mario, vertigo be, universal 2007
- tele: wir brauchen nichts, vertigo be, universal 2007
- bass sultan hengzt: millionär, amstaff/murderbass 2006
- bass sultan hengzt: berliner schnauze, amstaff/murderbass 2006
- Diverse Interpreten: und jede nacht derselbe traum, acapulco records 2005
- maybebop: prima pop live!, Selbstverlag 1999
- ode an die langeweile. eine hommage an hanns eisler, no man's land records 1998
- call me names: breitseite indigo 1996
- call me names: der norden rockt auf! spv 1995
- call me names: local heroes spv 1992